# Người Ấn-Scythia
Người Ấn-Scythia là một thuật ngữ được sử dụng để chỉ người Saka (hoặc Scythia), những người đã di cư vào Bactria, Sogdiana, Arachosia, Gandhara, Kashmir, Punjab, Gujarat, Maharashtra và Rajasthan, từ giữa thế kỷ 2 TCN đến thế kỷ 4.
Đã có những tuyên bố rằng các nhà sử học cổ đại bao gồm Arrian và Ptolemy đã đề cập đến người Saka cổ đại ("Sakai") về cơ bản là những người du mục  Tuy nhiên, Italo Ronca, trong nghiên cứu chi tiết của ông về chương VI của Ptolemy, đã chỉ ra các tuyên bố: "vùng đất của Sakai thuộc về những người du mục, họ không có các thị trấn nhưng ở trong rừng và hang động" là sự giả mạo
Vua Saka đầu tiên ở Ấn Độ là Maues (Moga), người xây dựng nên quyền lực của người Saka ở Gandhara và dần dần mở rộng uy quyền tối cao khắp phía tây bắc Ấn Độ. Sự thống trị của người Ấn-Scythia ở Ấn Độ đi tới hồi kết với vị Phó vương Miền Tây cuối cùng Rudrasimha III vào năm 395.
Cuộc xâm lược Ấn Độ của các bộ lạc Scythia từ Trung Á, thường được gọi là cuộc xâm lược của người Ấn-Scythia, đóng một phần quan trọng trong lịch sử của Nam Á cũng như các nước lân cận. Trong thực tế, cuộc chiến tranh của người Ấn-Scythia chỉ là một chương trong các sự kiện gây ra bởi các cuộc di cư từ Trung Á của các bộ lạc du mục do cuộc xung đột với các bộ lạc khác như Hung Nô ở thế kỷ 2, và đã có ảnh hưởng lâu dài đến Bactria, Kabul, Parthia và Ấn Độ là cũng như Roma xa xôi ở phía tây.

## Nguồn gốc

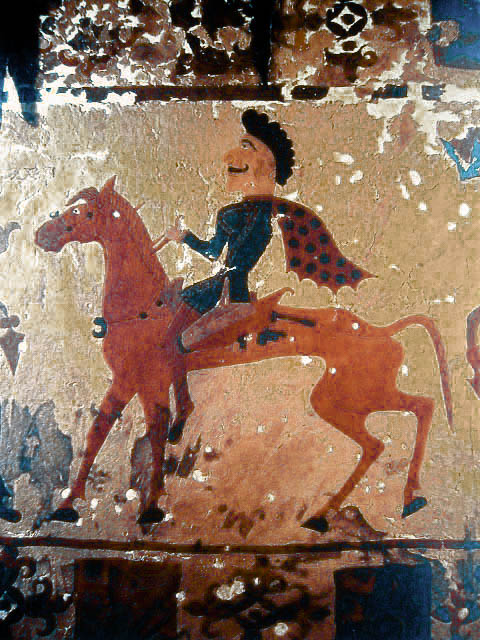
Một người Scythia cưỡi ngựa trong khu vực bị người Nguyệt Chi xâm chiếm, Pazyryk, khoảng năm 300 TCN

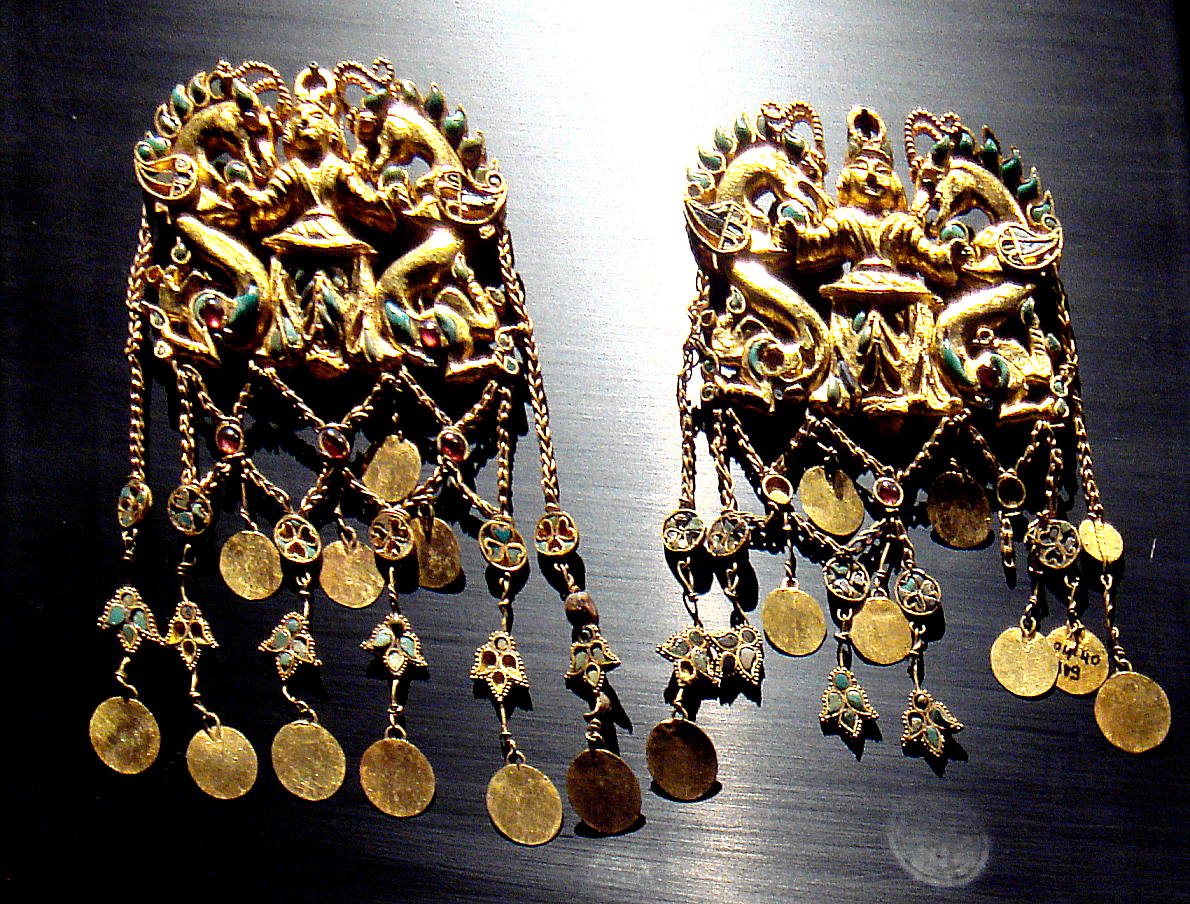
Tài sản trong lăng mộ vua chúa tại Tillia tepe được cho là của người Saka thế kỷ 1 tại Bactria.

### Định cư ở Sakastan

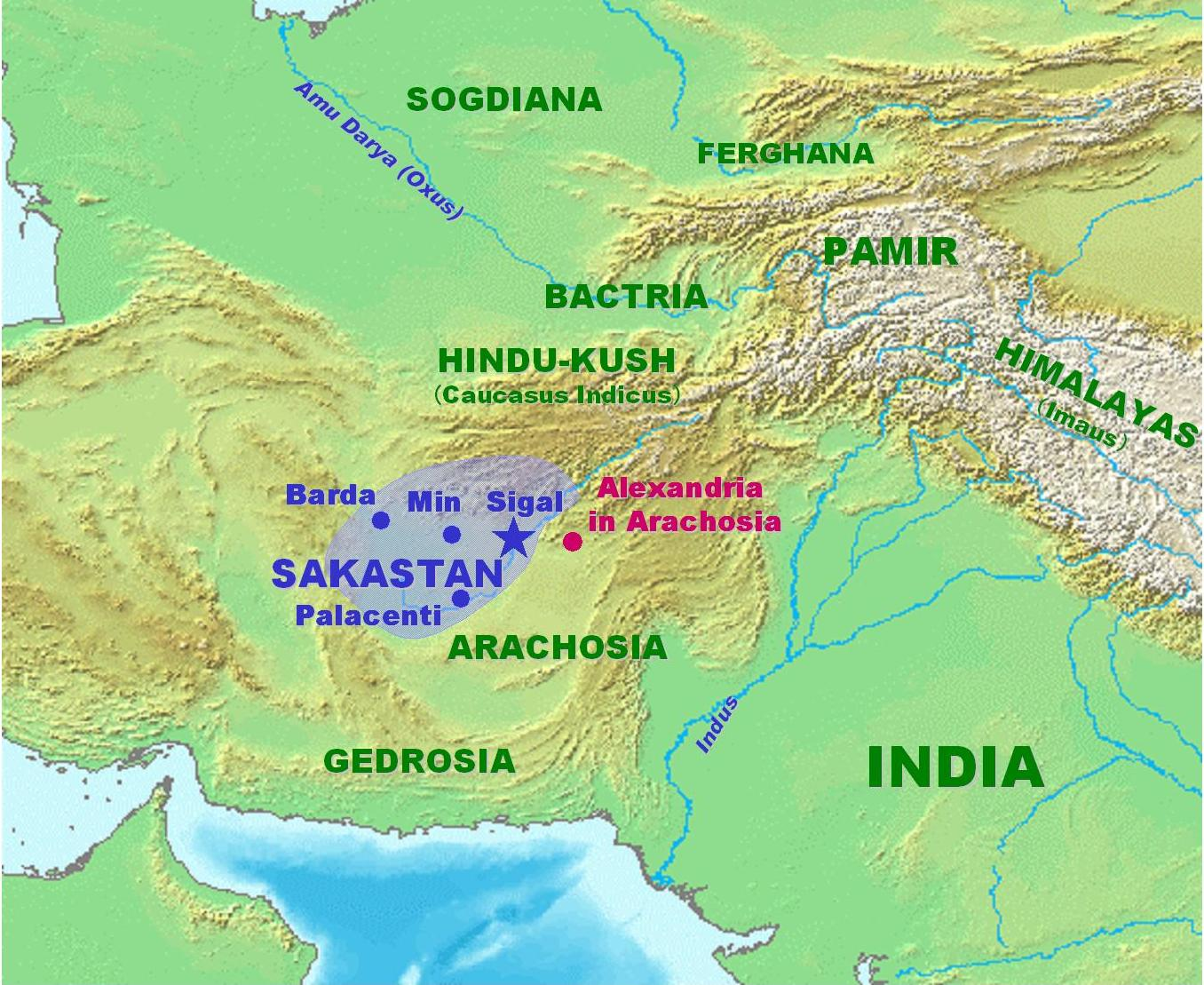
Bản đồ Sakastan khoảng năm 100 TCN.

### Từ Abhira tới Surastrene

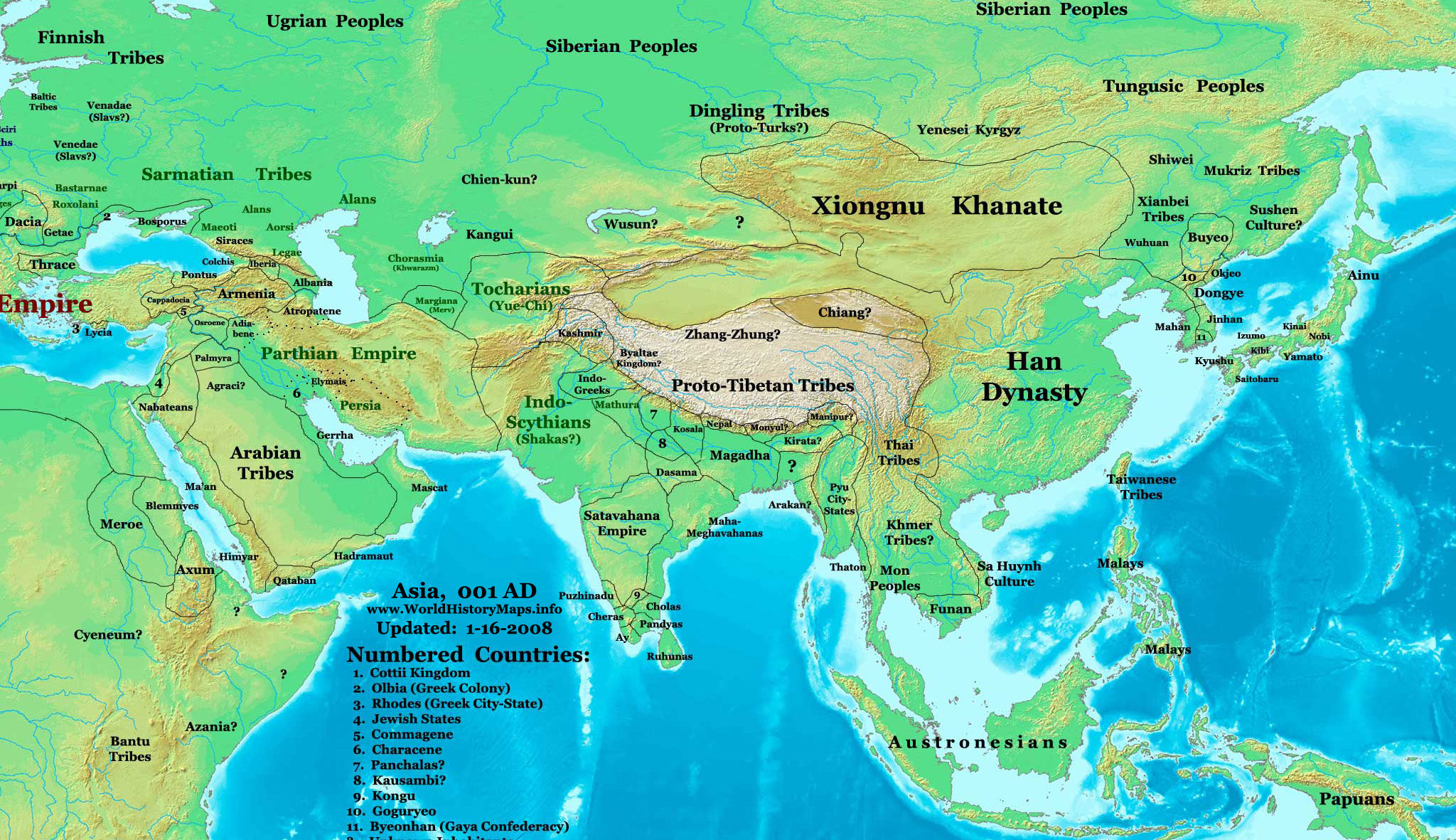
Châu Á khoảng năm 1, chỉ ra vương quốc Ấn-Scythia và các nước láng giềng.

### Gandhara và Punjab

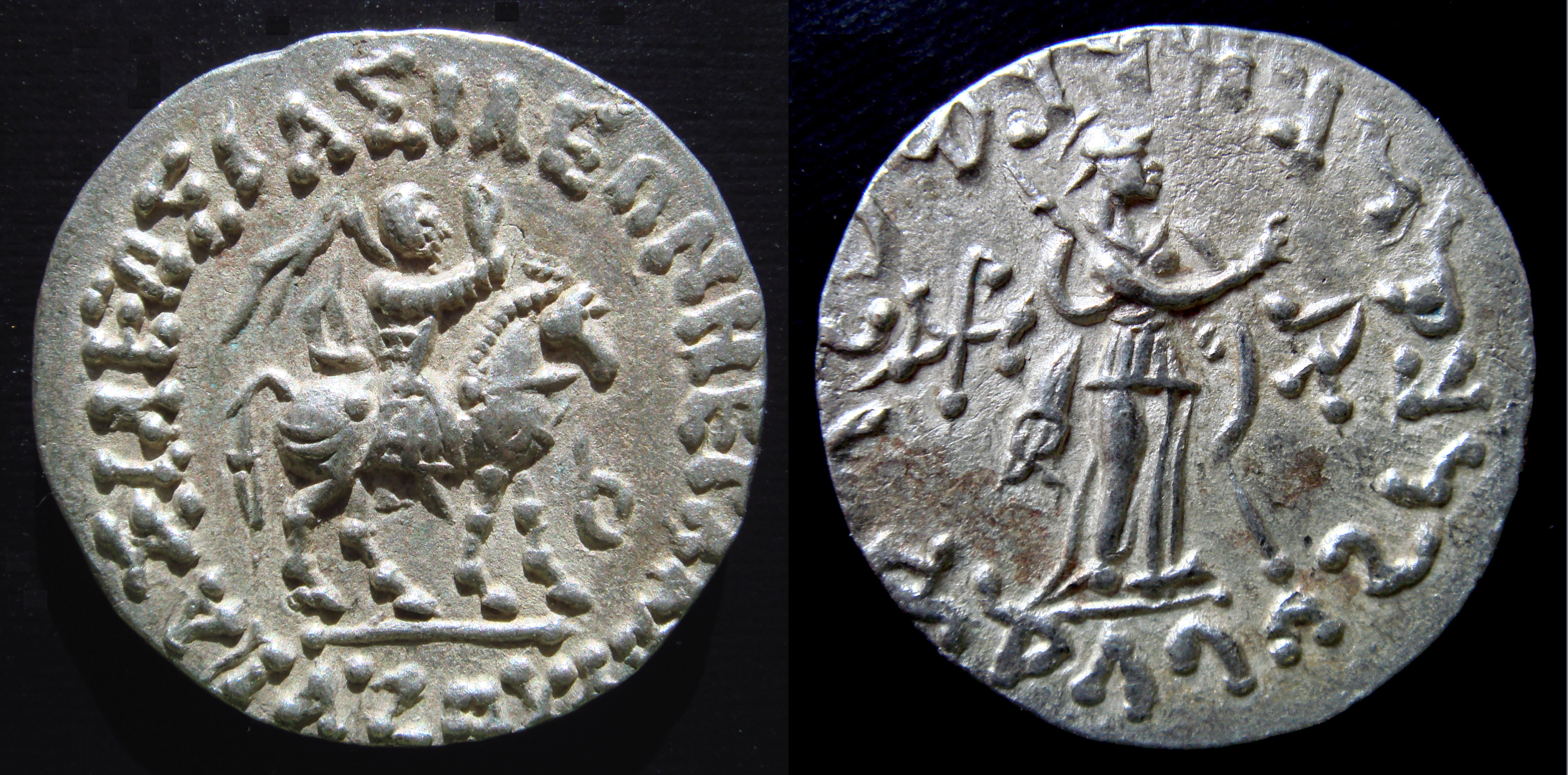
Một đồng tiền xu của vua Ấn-Scythia Azes I.

### Khu vực Mathura (Các phó vương miền bắc)

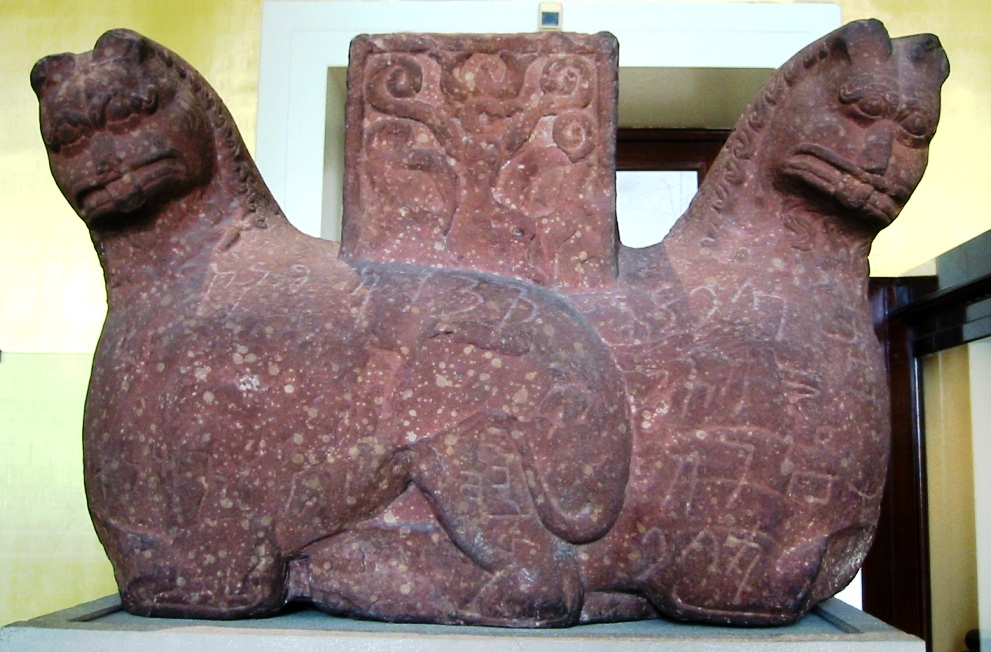
Đầu cột sư tử Mathura là một vật kỷ niệm quan trọng của người Ấn-Scythia dâng hiến cho Phật giáo (Bảo tàng Anh).

### Pataliputra

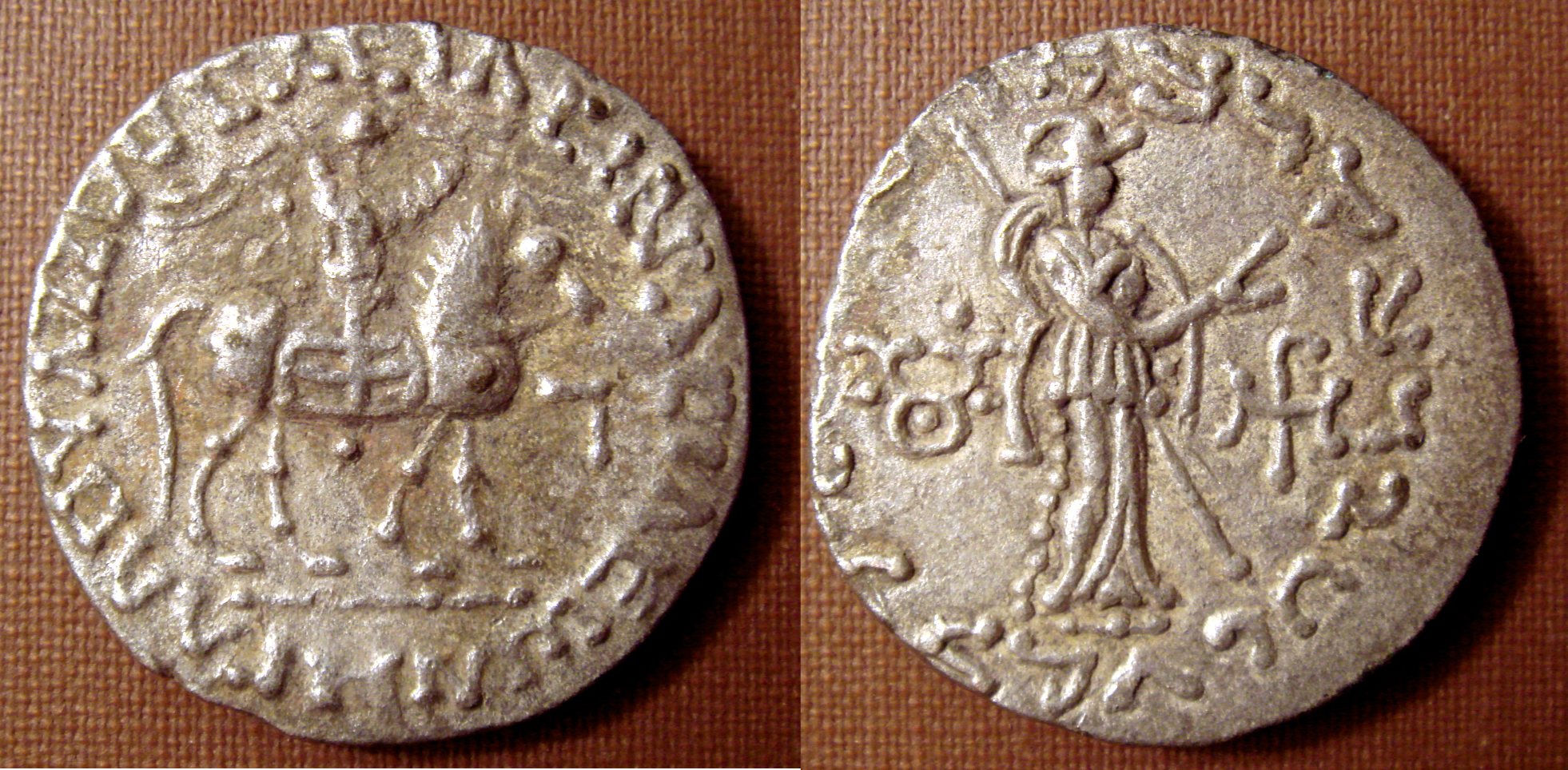
Tiền xu bằng bạc của Vijayamitra nhân danh Azes. Biểu tượng triratna của Phật giáo ở mé trái mặt sau.

## Tiền đúc của người Ấn-Scythia

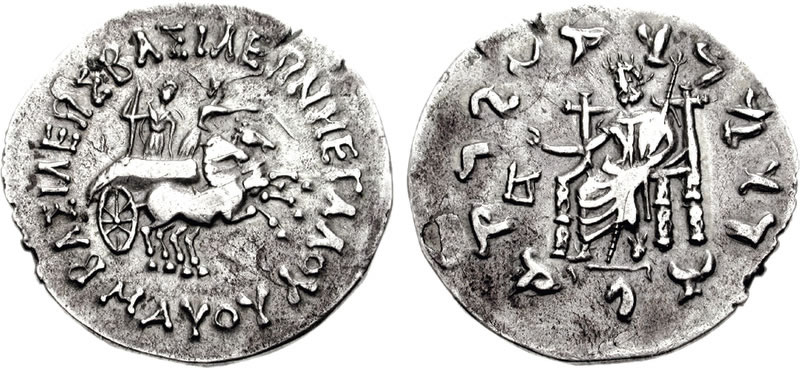
Đồng tetradrachm bạc của vua Ấn-Scythia Maues (85–60 TCN).

## Miêu tả về người Ấn-Scythia

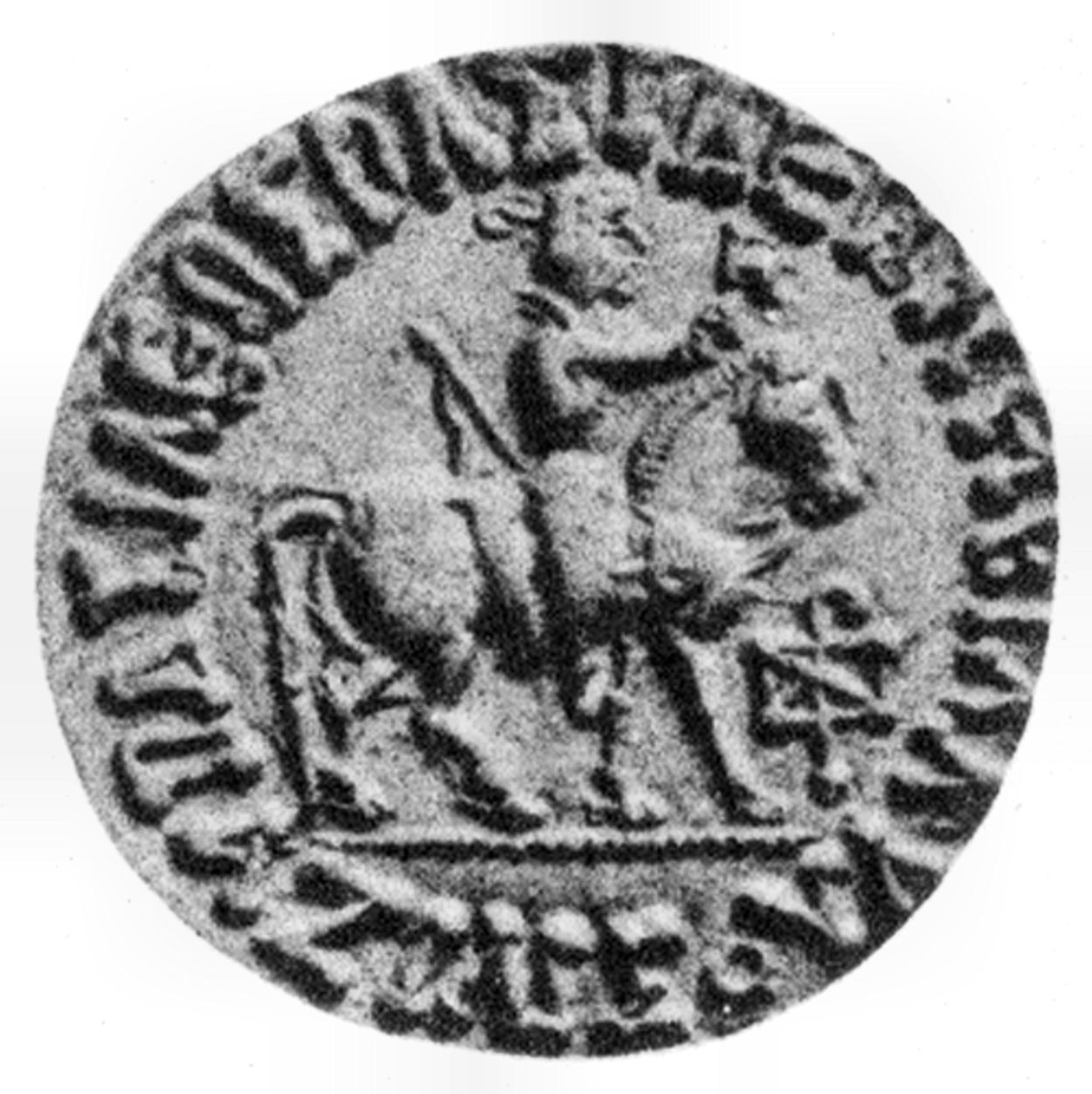
Azilises cưỡi ngựa và mặc áo chẽn.

### Trụ ngạch Buner

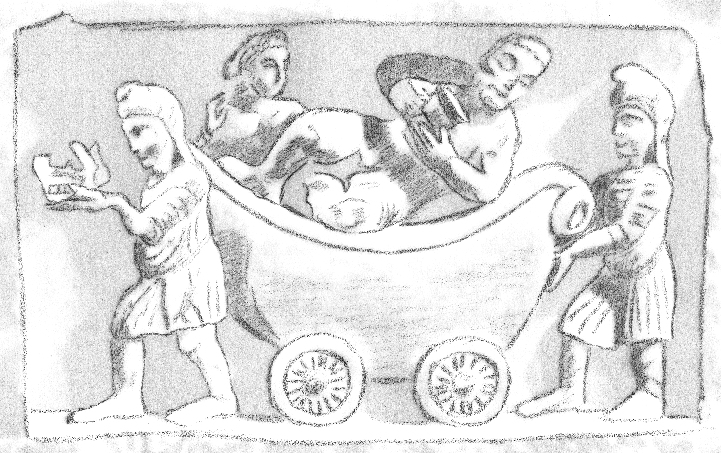
Người Ấn-Scythia đẩy xe thần Hy Lạp Dyonisos với Ariadne
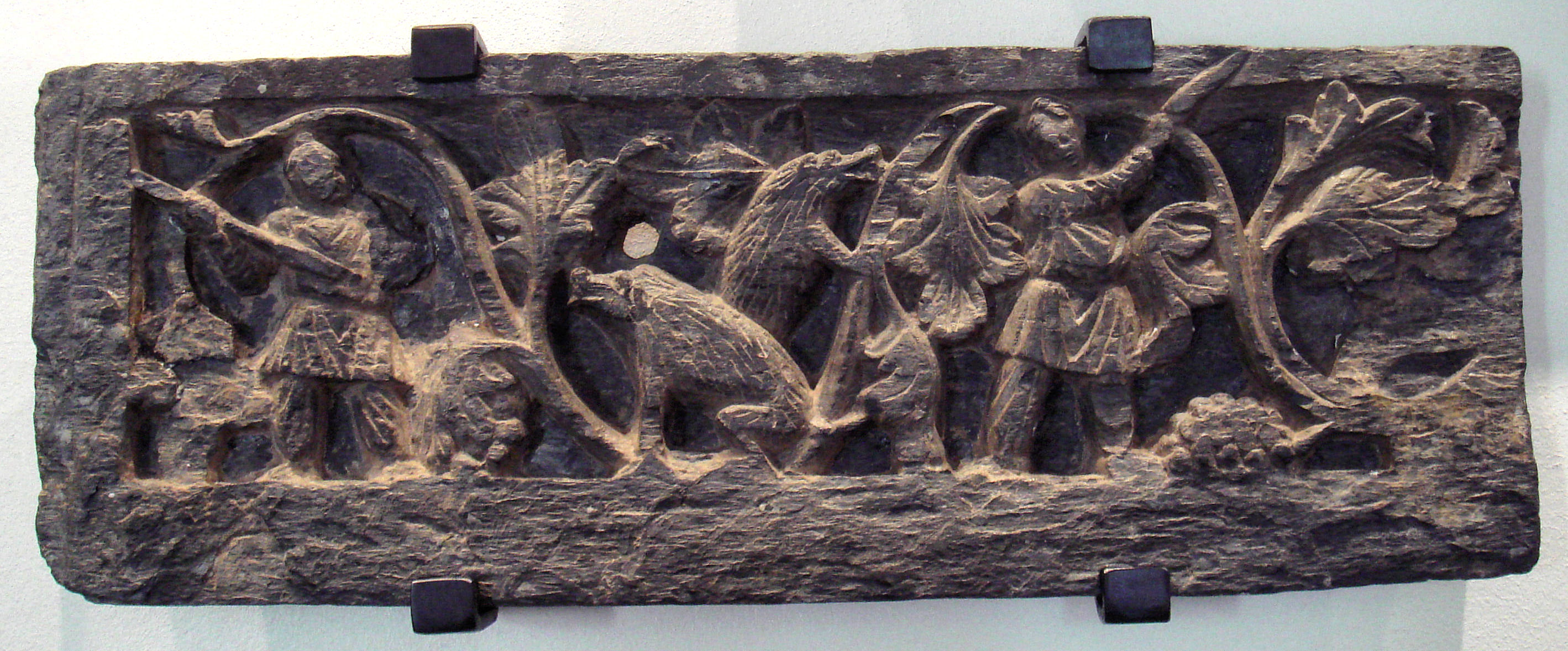
Cảnh săn băn.
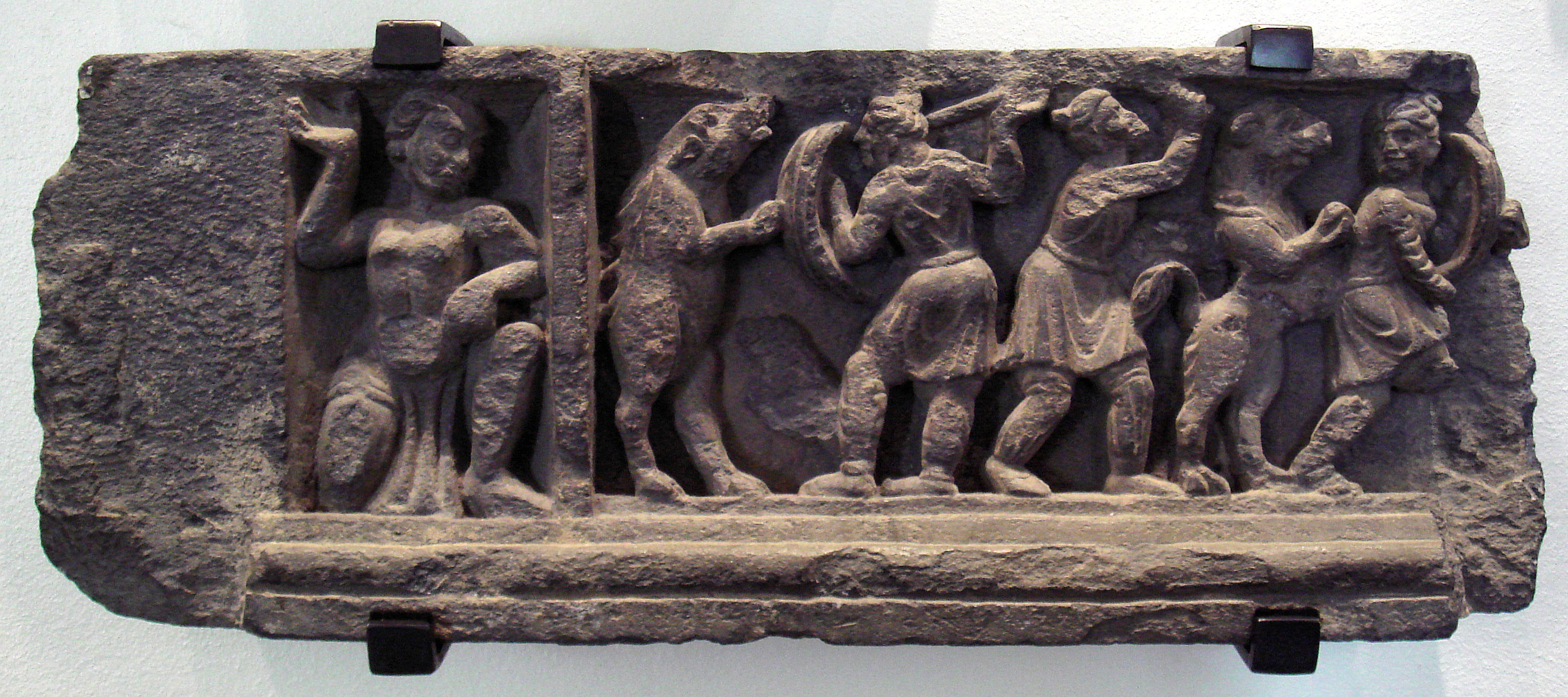
Cảnh săn băn.
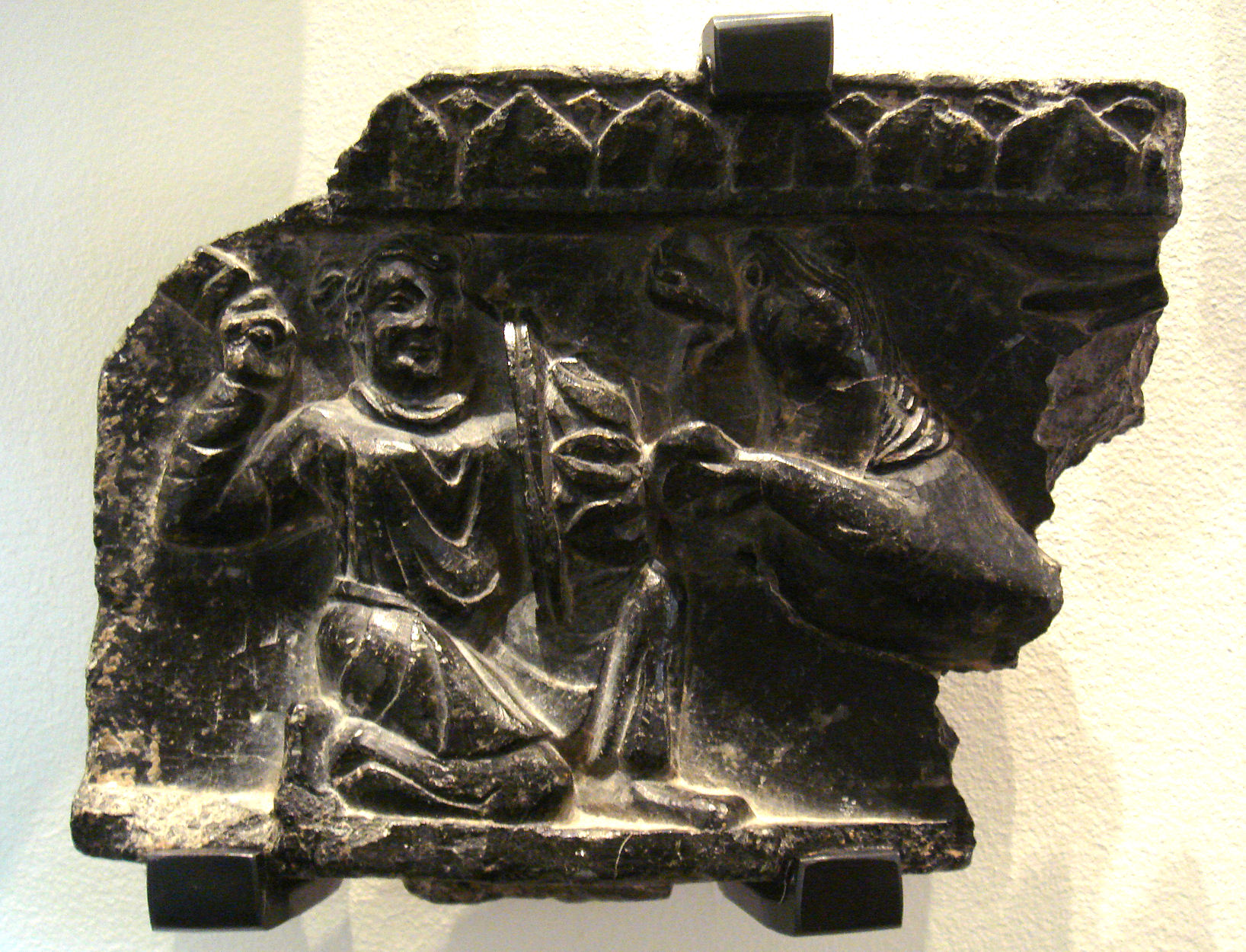
Cảnh săn băn.

### Bảo tháp Butkara

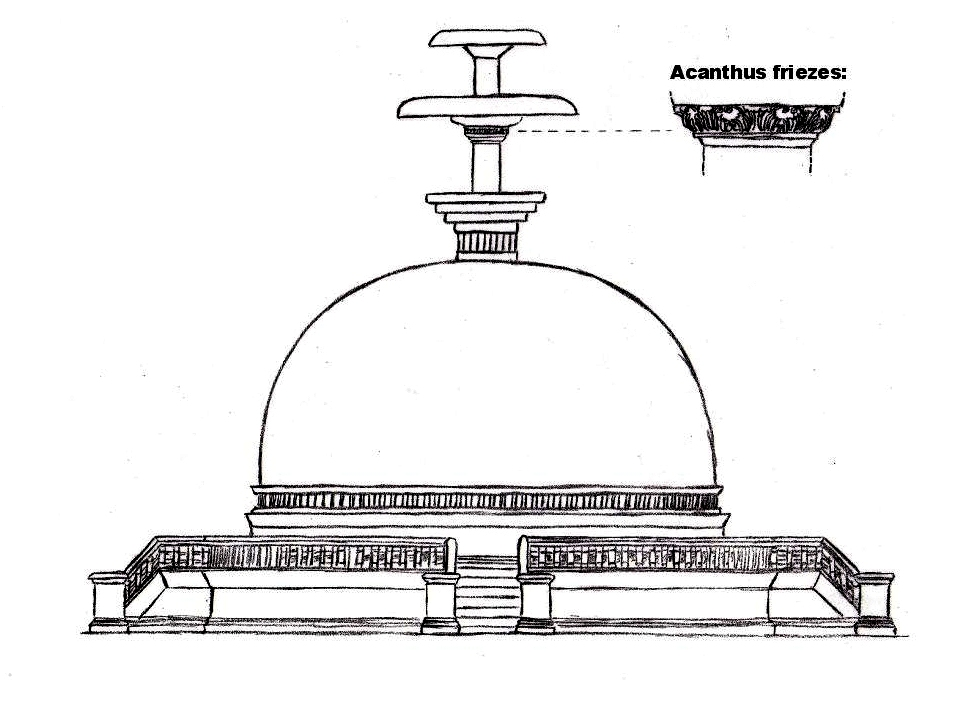
Buddhist stupas during the late Indo-Greek/Indo-Scythian period were highly decorated structures with columns, flights of stairs, and decorative Acanthus leaf friezes. Butkara stupa, Swat, 1st century BC.

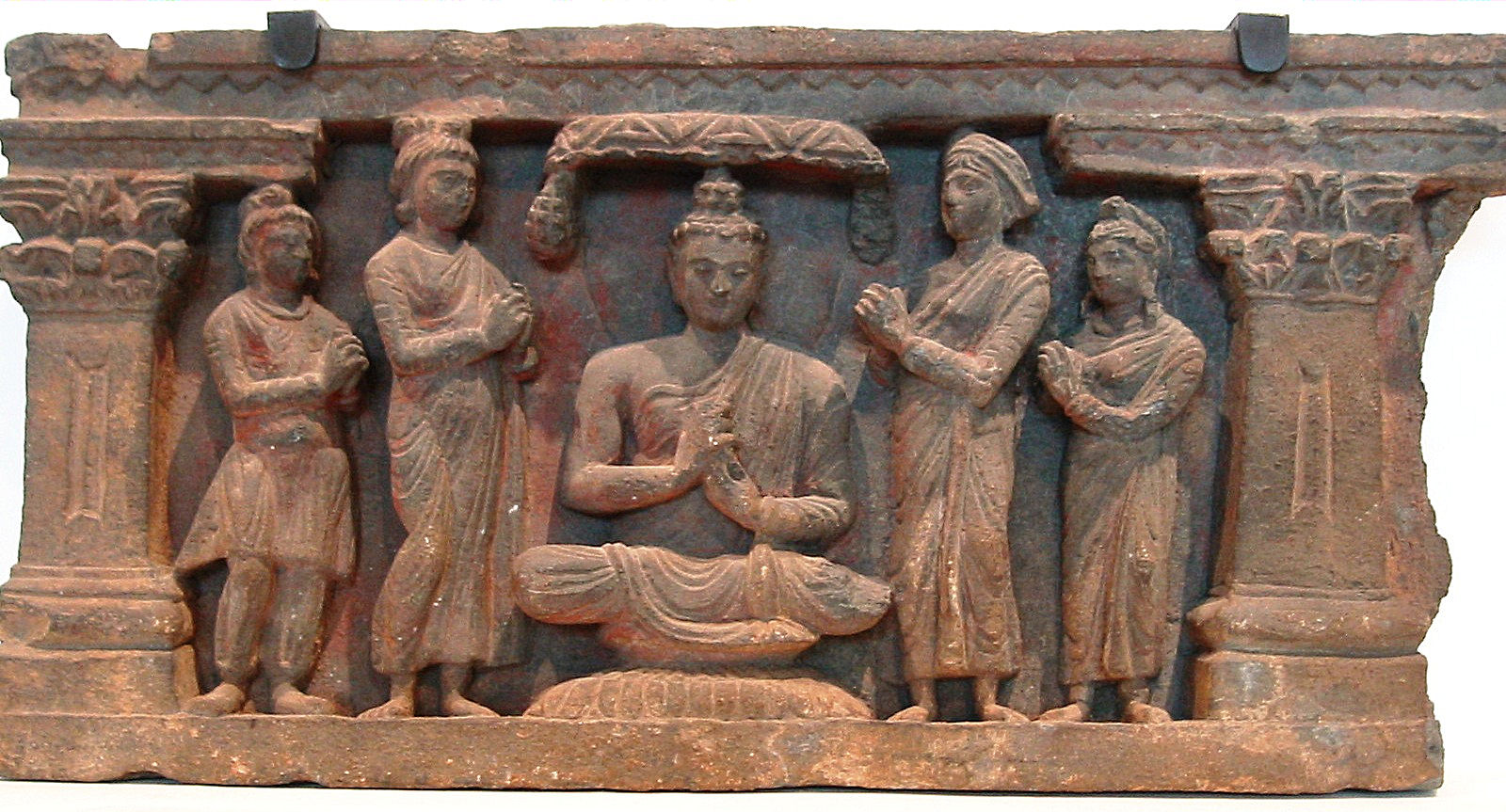
Possible Scythian devotee couple (extreme left and right, often described as "Scytho-Parthian"), around the Buddha, Brahma và Indra.

### Đầu cột sư tử Mathura

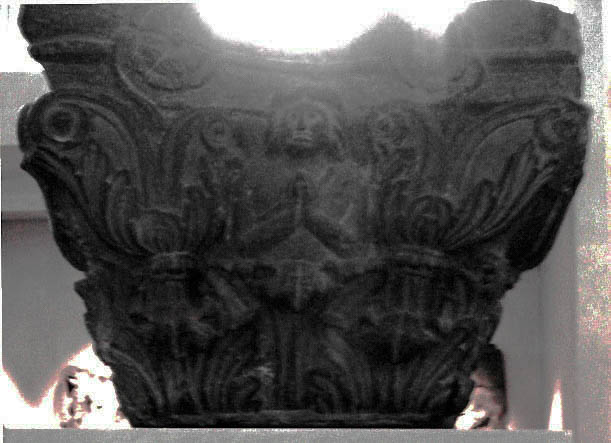
Đầu cột Ấn-Corinthian từ Bảo tháp Butkara, có niên đại vào năm 20 TCN, dưới triều đại của Azes II. Bảo tàng nghệ thuật cổ đại thành phố Turin.
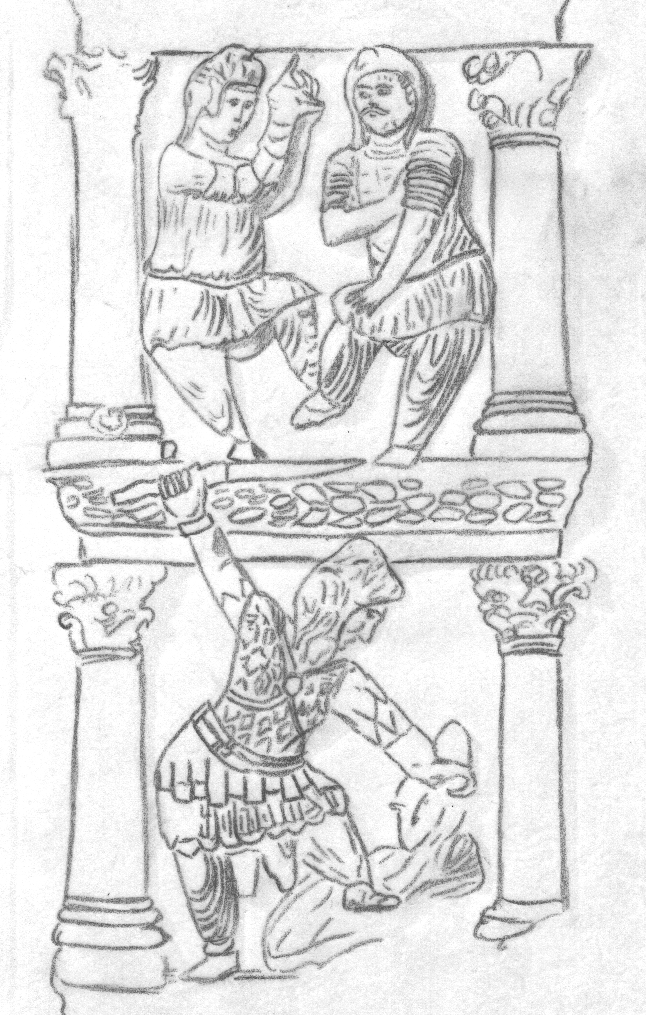
Những người Ấn-Scythia đang nhảy múa(trên đỉnh) và cảnh săn bắn (phần dưới). Phù điêu Phật giáo từ Swat, Gandhara.
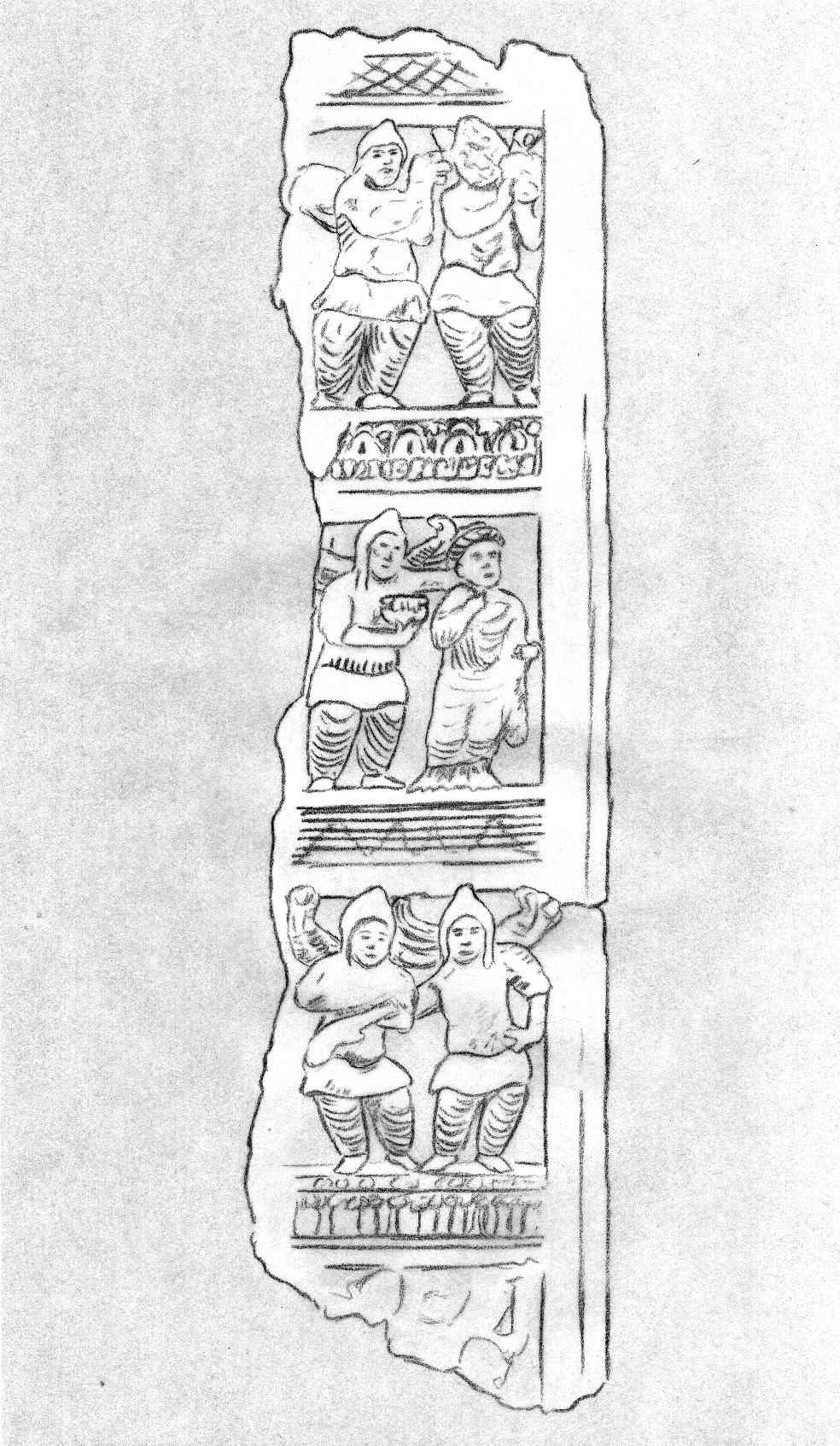
Butkara doorjamb, with Indo-Scythians dancing and reveling. On the back side is a relief of a standing Buddha

## Bộ lạc Sai-Wang người Scythia của Chipi

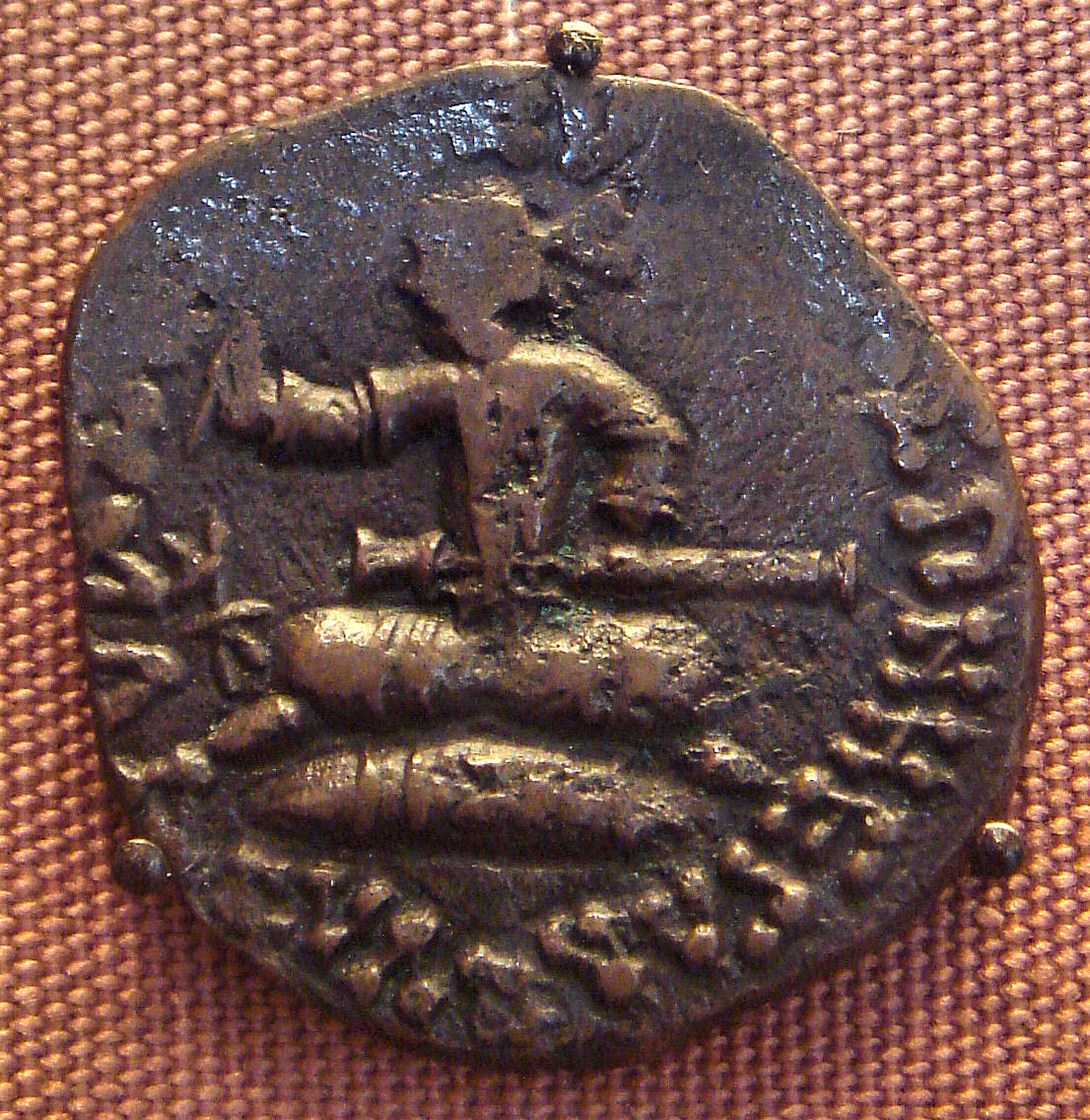
Coin of Azes, with king seated, holding a drawn sword and a whip.

### Pāratas (Balochistan, Pakistan)

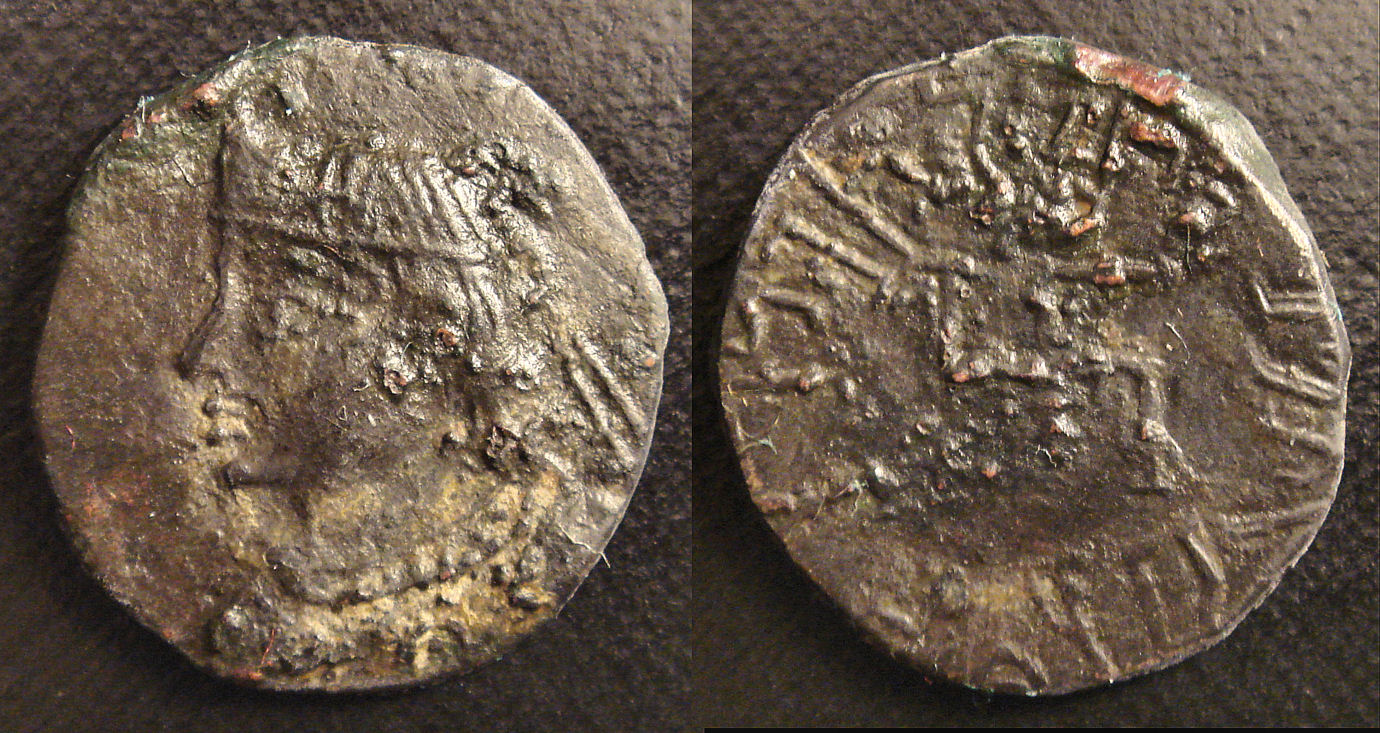
Bi-drachm của Parataraja Bhimajhunasa.
Obv: Robed bust of Bhimajhunasa left, wearing tiara-shaped diadem.
Rev: Swastika with legend around.
1.70g. Senior (Indo-Scythian) 286.1